# Лана и Лили Уашовски
Лана Уашовски (рождено име Лорънс) и Лили Уашовски (рождено име Андрю) са американски сценаристи, продуценти и режисьори.

## Биография
Лана (родена Лорънс) Уашовски е родена през 1965 г. в Чикаго. Лили (родена Андрю) Уашовски е родена също в Чикаго, през 1967 г. Майка им Лин е медицинска сестра и художник, а баща им – Рон Уашовски – е бизнесмен от полски произход.
Посещават началното училище Келог в Бевърли и гимназията Уитни Янг в Чикаго. Техни съученици разказват, че си ги спомнят като чести участници в игри на Dungeons and Dragons, както и като допринасящи за училищните театър и телевизия. Лили отива в Емерсън Колидж в Бостън, а Лана – в Бард Колидж в Ню Йорк. И двете прекъсват преди да завършат, завръщайки се в Чикаго и започват дърводелски бизнес и едновременно с това рисуват комикси.
Правят режисьорския си дебют през 1996 година, с филма „Обвързан“, но печелят световна известност с първия филм от поредицата „Матрицата“ през 1999-а.
След големия търговски успех на филмите от поредицата, те режисират и „Спийд Рейсър“. В края на 2012 г. излиза филмът „Облакът Атлас“, по романа на Дейвид Мичъл, като съсценарист и сърежисьор е Том Тиквер. Лана и Лили, освен като режисьори, са и сценаристи на филми като „Атентатори“ и „V като вендета“.
Лили сключва брак с Алиса Блейзингейм през 1991 г. След завършването на „Спийд Рейсър“, Лана започва полова терапия и се появява публично като жена при обсъждания по снимките на филма „Облакът Атлас“.

## Филмография
- „Атентатори“ (1995)
- „Обвързан“ (1996)
- „Матрицата“ (1999)
- „Матрицата: Презареждане“ (2003)
- „Аниматрицата“ (2003)
- „Матрицата: Революции“ (2003)
- „V като Вендета“ (2005)
- „Спийд Рейсър“ (2008)
- „Нинджа убиец“ (2009)
- „Облакът Атлас“ (2012), в сътрудничество с Том Тиквер
- „Пътят на Юпитер“ (2015)